# Ají de fideo
El ají de fideo (también conocido como fideo uchu, fideos uchu, fideuchu, fideusuchu, fidiusuchu, entre otros), es un plato típico de la gastronomía boliviana, característico de la zona andina y de los valles pero particularmente popular en la región del Departamento de Cochabamba. Consiste en un guiso caldoso de ají en vaina, con fideo como su principal ingrediente, acompañado de carnes de cordero, pollo, y res.

## Origen
Los orígenes del ají de fideo no fueron registrados, pero se los vincula a la llegada al país de comerciantes, en particular la familia Figliozzi, que importaron fideos a la región a partir del año 1916, poniéndolos a la venta en pulperías de centros mineros de los Departamentos de Oruro y Potosí. De acuerdo a la autora Beatriz Rossells, ya en el año 1917 estaba incluido el ají de fideo, bajo el nombre 'Macaroni', en el recetario de Sofía Urquidi. A partir de entonces, su consumo se expandió por los centros mineros y, posteriormente, por los pueblos de las regiones de los Andes y los valles.

## Descripción
Gonzalo Carrasco Zurita describe al ají de fideo:
"Fideo del país (Cliza), ya que la textura tiene más aceptación y éste es el fideo más utilizado para este tipo de plato.
Carne criolla, por la calidad de sabor y crianza que tiene el animal es la perfecta para resaltar y posicionar nuestro plato fideos uchu.
Perejil, cebolla, ajo y cebolla verde serán ingredientes clave para la sazón del caldo.
Además de ser cocinados todos a leña, recomendamos utilizar vajilla de barro, que incrementa mucho la percepción de sabor."

### Ingredientes
Además de carnes de pollo, cordero, y res, así como un tipo de fideos denominados "fideos del país" y ají rojo en vaina, el ají de fideo contiene papas, cebollas, cebollas verdes, zanahorias, tomates, pimientos, locotos, ajo, perejil, habas, arvejas, apio, comino, pimienta, y sal No obstante, estos ingredientes, así como la preparación y los tiempos de cocción, pueden variar de región a región, provocando que cada familia y cada negocio produzca un plato que tiene características propias.

### Preparación
A pesar de que los modos de preparación y los tiempos de cocción varían ampliamente entre hogares y negocios, la preparación implica básicamente la cocción de caldos de pollo, así como de res y cordero (estos últimos en una sola olla), los cuales se cuecen a tiempo que se prepara un ají colorado, mismo que después de ser hervido y retirarse sus semillas, se licuará y se hará cocer por algunos minutos, para luego añadirse a un sofrito de variados vegetales. El caldo de ambas carnes será parcialmente integrado a esta cocción, para luego en el ají caldoso resultante cocinar los fideos y las papas. Las carnes se fríen paralelamente en aceite, hasta alcanzar un color dorado. Finalmente, sobre la base de fideos y papas, se colocan los tres tipos de carne, y se decora con una mezcla de arvejas, habas, y cebollas verdes cocidas, además de perejil picado fresco.

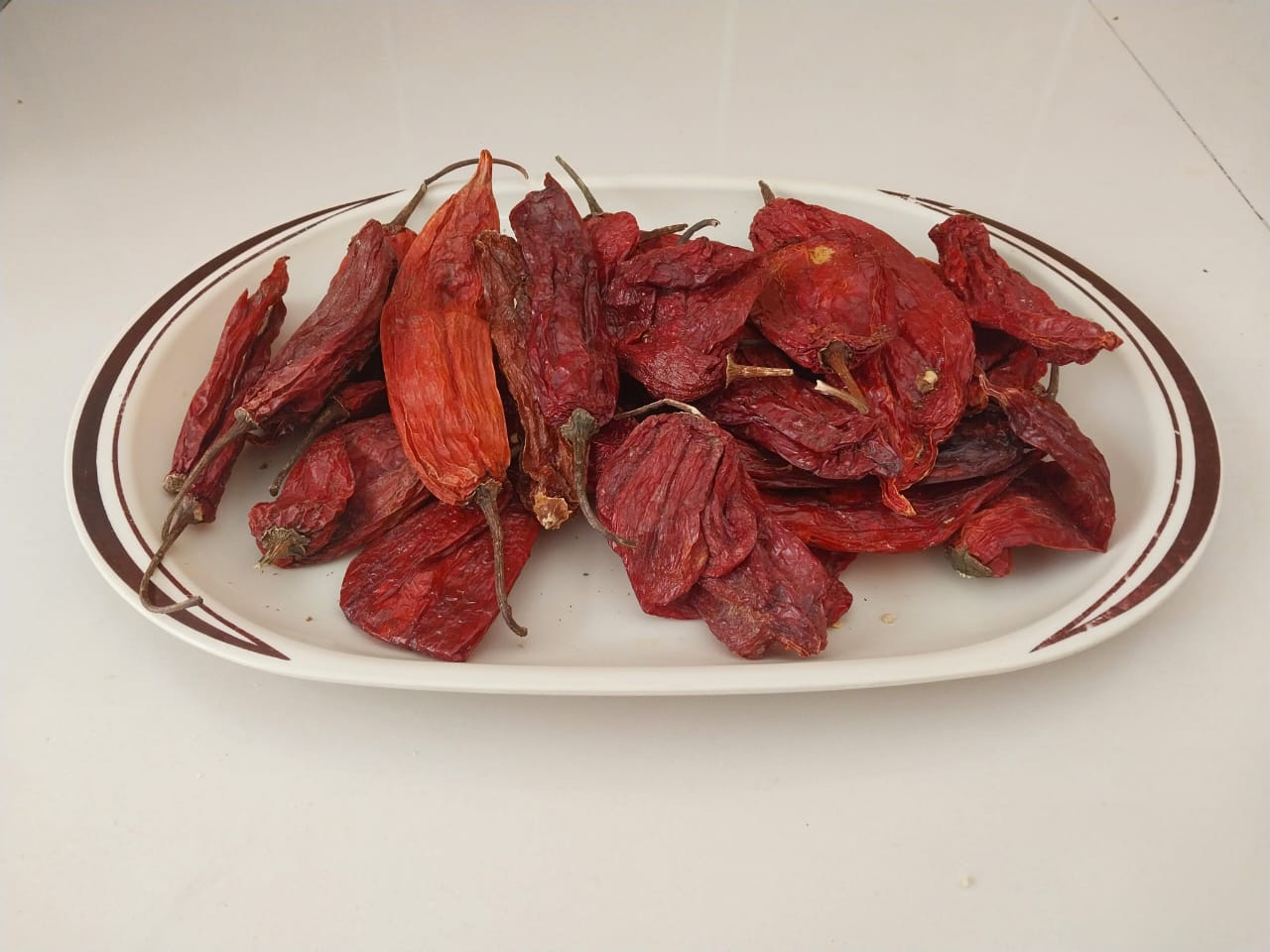
Ají colorado
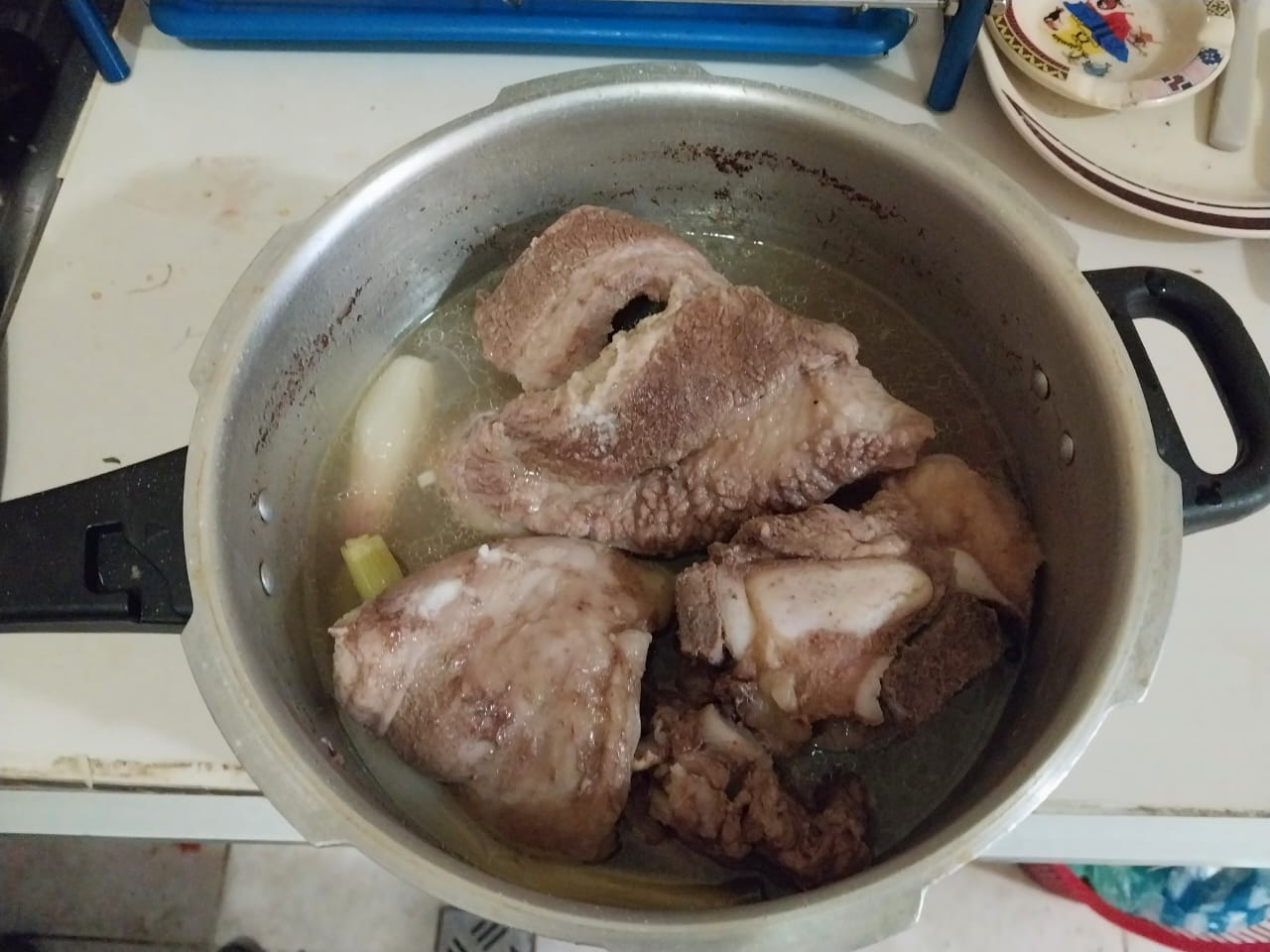
Caldo de las carnes de res y de cordero
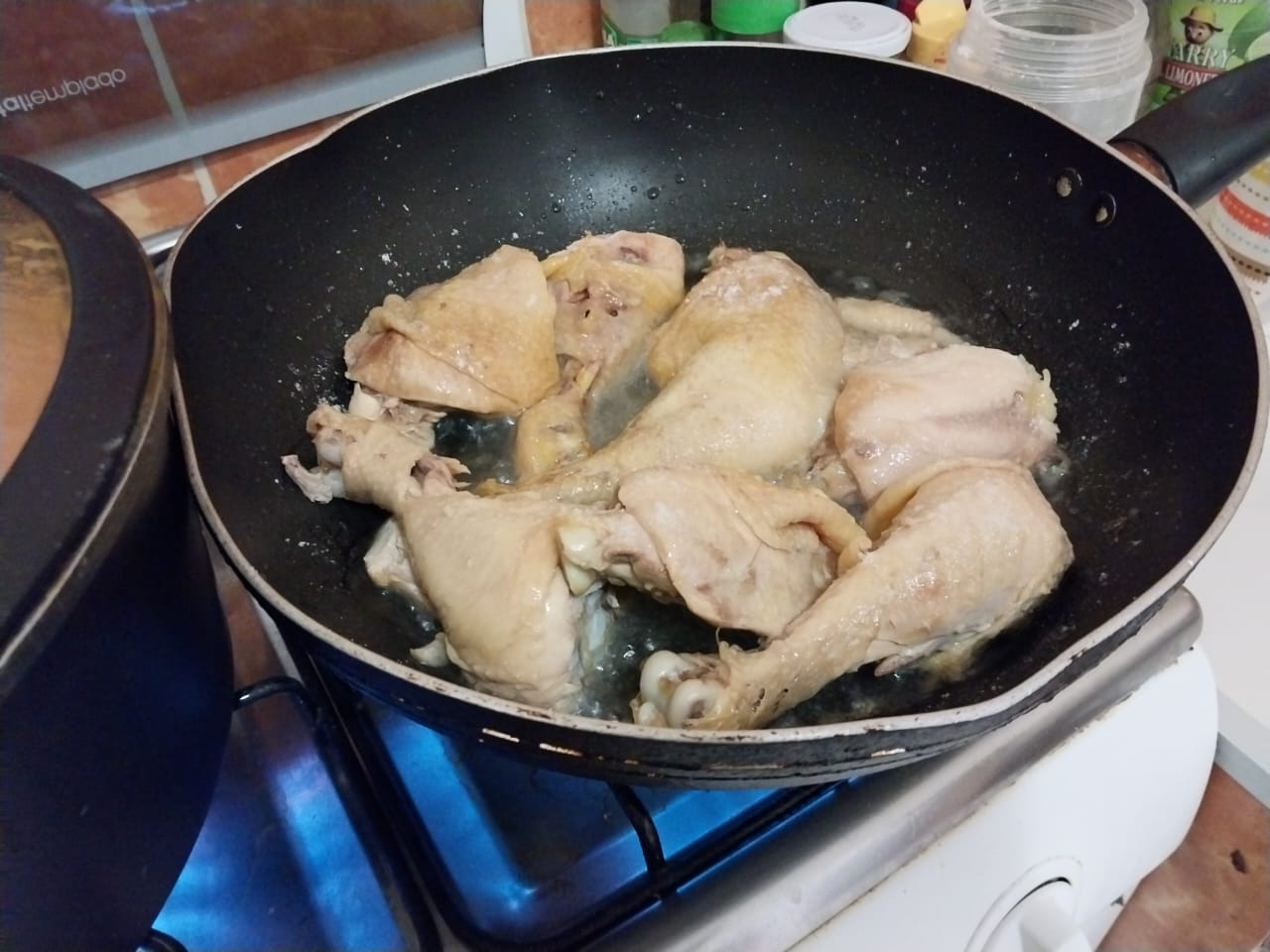
Fritura de la carne de pollo
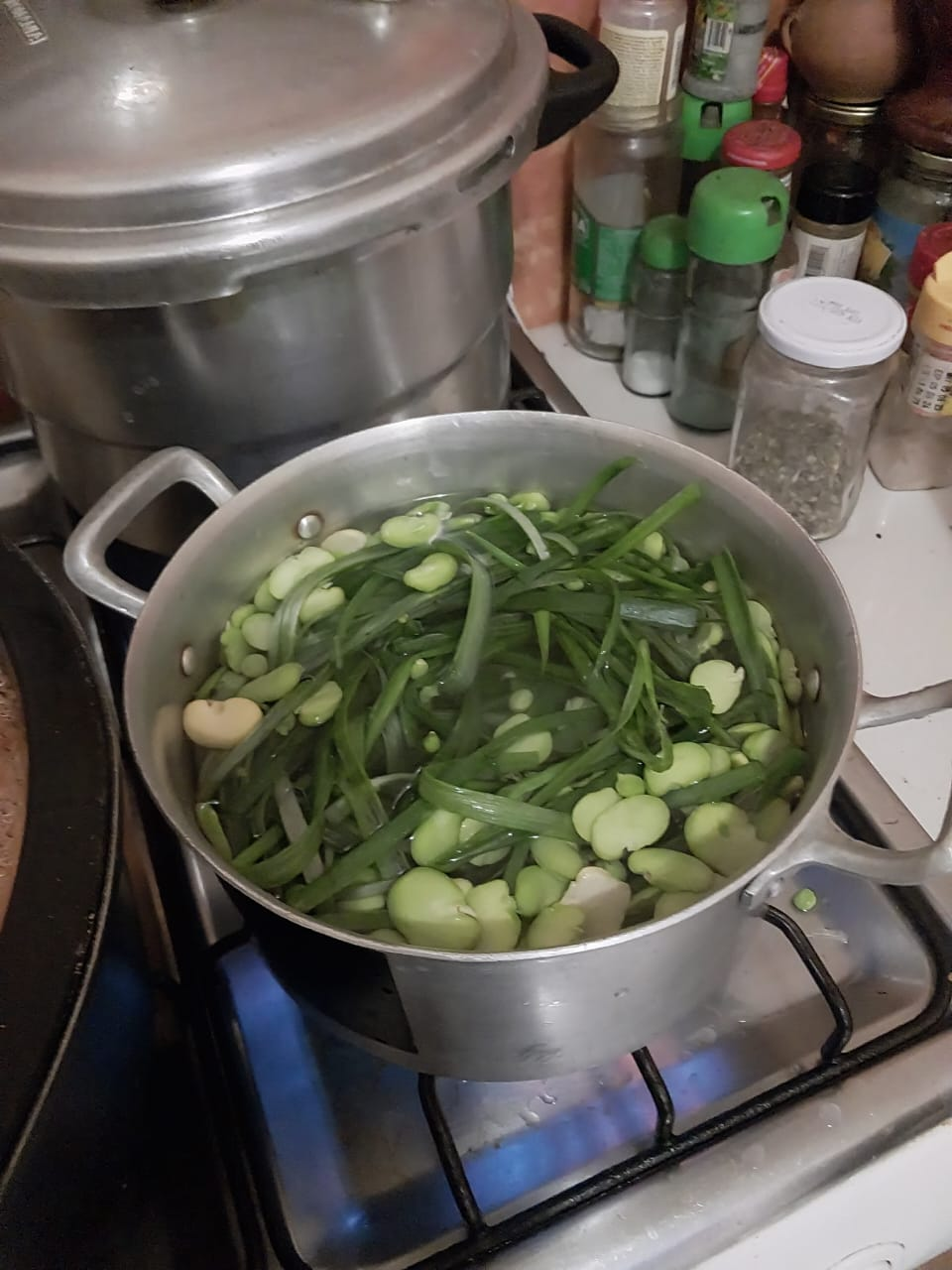
Cocción de habas, arvejas y cebolla verde
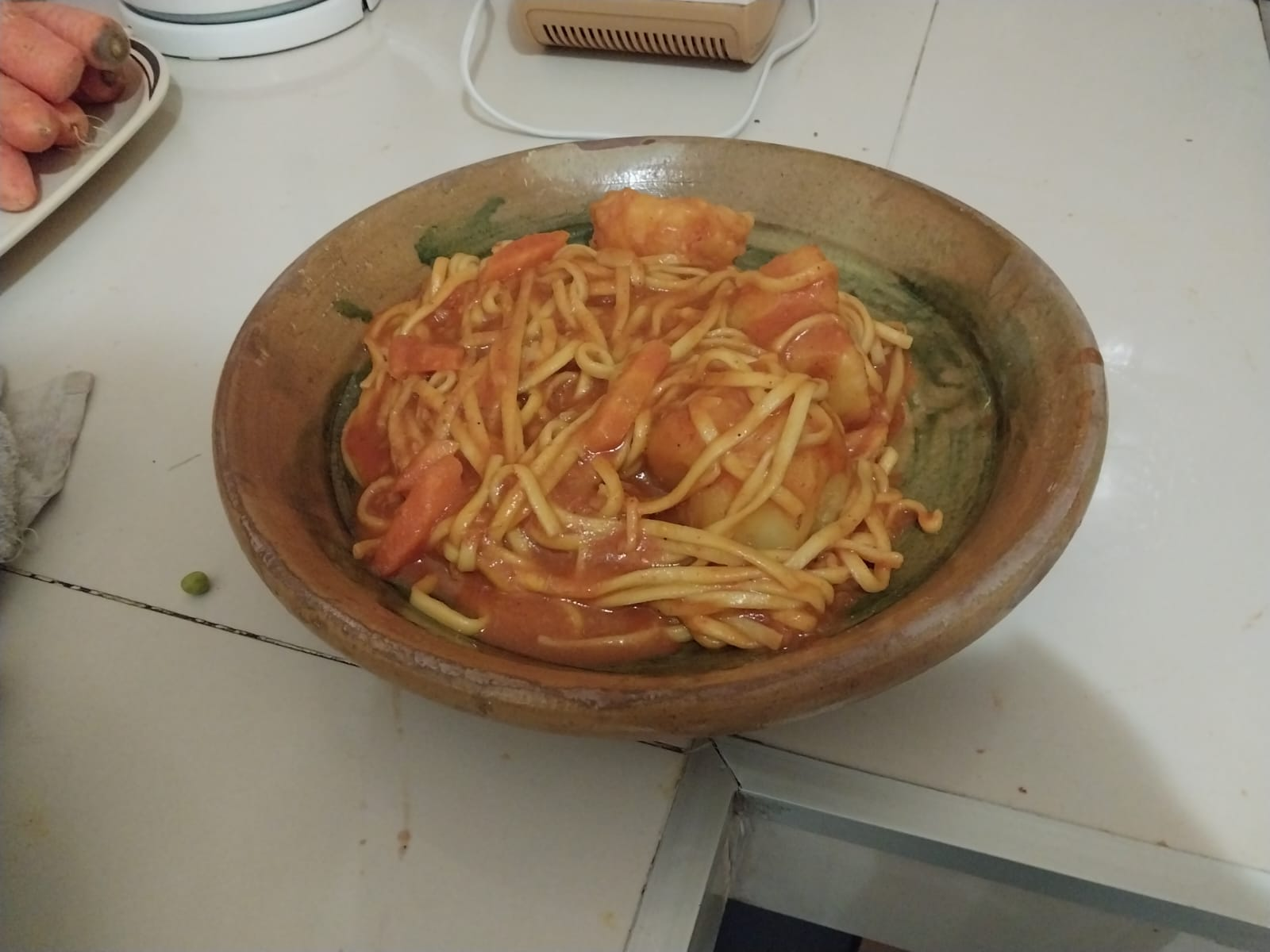
Base del emplatado
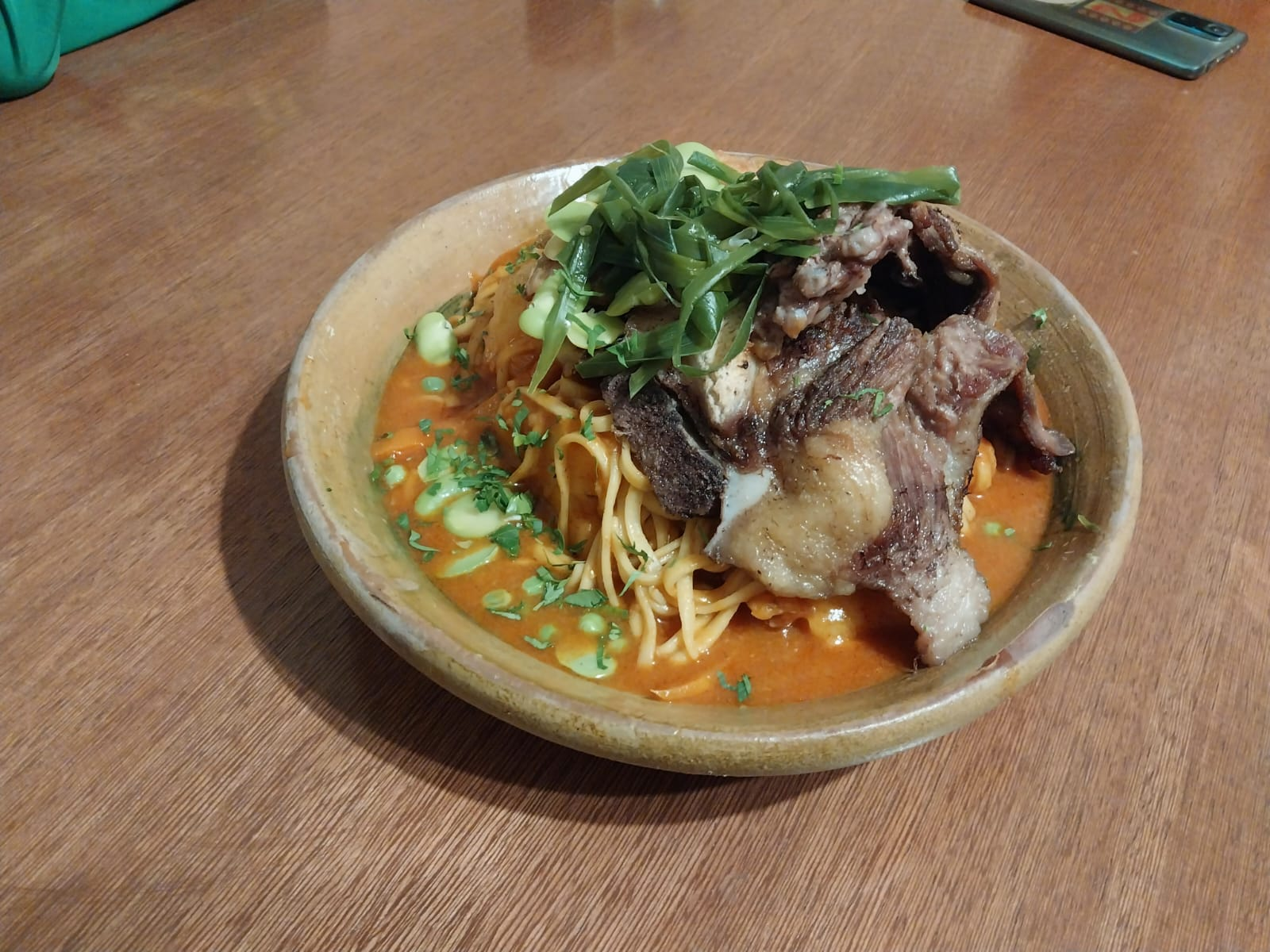
Porción Individual

## Comercialización
El ají de fideo es un plato particularmente popular de la región del Departamento de Cochabamba, donde se acostumbra a preparar en hogares y diversos establecimientos todos los días jueves. Esa misma popularidad ha producido que algunos locales que se dedican a su preparación, se consideren como parte de la cultura popular local, siendo un ejemplo emblemático el local "Doña Felicidad", entre varios otros.